# Paul Émilien Béraud
Pour les articles homonymes, voir Béraud.
Paul Émilien Béraud est un homme politique français, né le 28 mai 1751 à Lyon (Rhône) et décédé le 9 avril 1836 à Nice (Alpes-Maritimes).

## Biographie

### Jeunesse
Paul Béraud est né à Lyon, rue des Missionnaires (act. rue Chazière), le 28 mai 1751, et a été baptisé le lendemain à Saint-Pierre Saint-Saturnin. Il est le fils de Jean Baptiste Béraud, bourgeois de Lyon et intendant à Arles, et d’Anne Marie Perret. Il a eu pour parrain Paul Rousset, marchand, et pour marraine demoiselle Catherine Guy.
Il étudie chez les oratoriens, avec l’abbé de La Serre pour professeur de rhétorique, puis obtient à Paris la licence en droit. Il est un temps secrétaire du célèbre avocat Pierre-Jean-Baptiste Gerbier et revient à Lyon où il est reçu avocat en 1774.

### Carrière
Avocat à Lyon, il est procureur général de commune pendant le siège de la ville, en 1793, et doit s'enfuir à Neuchâtel en Suisse.
Rentré après le 9 thermidor, il est élu juge du tribunal civil du Rhône le 27 vendémiaire an IV (19 octobre 1795), puis député du Rhône. A ce deuxième titre il est « porté au Conseil des Cinq-Cents en remplacement de M. Chémelette, démissionnaire, le 29 vendémiaire an IV (21 octobre 1795), et remplacé comme juge par M. Morand, juge suppléant ». Il siège jusqu’au 26 décembre 1799 et intervient à plusieurs occasions. Ainsi, il s’élève le 12 thermidor an IV (10 juillet 1796) contre les allégations de Vitet relatives à de prétendus troubles aux assemblées primaires de Lyon.
L’an V, il dénonce l’usure, provoque la discussion sur la question du divorce et cherche à obtenir la création à Lyon d’une école de dessin pour la soierie. Favorable au coup d'État du 18 Brumaire, il devient juge à la Cour d'appel de Lyon le 9 germinal an VIII (9 mars 1800), et est confirmé dans son poste en 1806 par l’empereur puis le 28 octobre 1815 par le roi Louis XVIII sous la Restauration.
Paul Émilien Béraud décède à Lyon à son domicile, 26 rue du Pérat (act. rue Saint-Exupéry), le 9 avril 1836, âgé de 86 ans, chevalier de la Légion d’honneur, doyen des conseillers de la cour royale de cassation.

### Membre de l'Académie de Lyon
Il est nommé membre de l’Athénée de Lyon à sa création par le préfet Raymond de Verninac en 1800. Il est un des membres du Comité d’éducation demandé par le préfet Najac le 24 messidor an X (13 juillet 1802). Le 22 novembre 1814, il intervient pour « presser les démarches à faire en Angleterre, afin d’assurer le recouvrement des fonds » du legs du Major-Général Martin.

## Publications
- Mémoire pour les sieurs Puy et Melquior négociants à Lyon et pour demoiselle d'Astug veuve du sieur Magnin contre les sieurs directeurs et intéressés de l'entreprise des spectacles de Lyon, Sénéchaussée, Lyon,1787 ( BML, fonds Coste)[2]
- Le réveil de la raison[2]
- Rapport par Béraud sur la pétition du sieur Braconnier renvoyée à la commission chargée d'examiner s'il a été destitué légalement de ses fonctions de juge de paix de la commune de Bourg, séance de 29 frimaire an IV, Paris[2]
- Opinion du Conseil des Cinq-Cents sur la pétition des députés de Saint-Domingue, à l’effet d’obtenir le remboursement de leurs dépenses et frais de voyage et de séjour en France, Séance du 1er floréal an V, (Paris : Impr. nation., an V, 6 p)
- Motion d’ordre par Béraud relative à un acte de sauvagerie de 30 soldats dans un café de la rue de Richelieu (séance du 27 nivôse an V, Paris : Impr. nation., 3 p. )